# Giostra (attrazione)

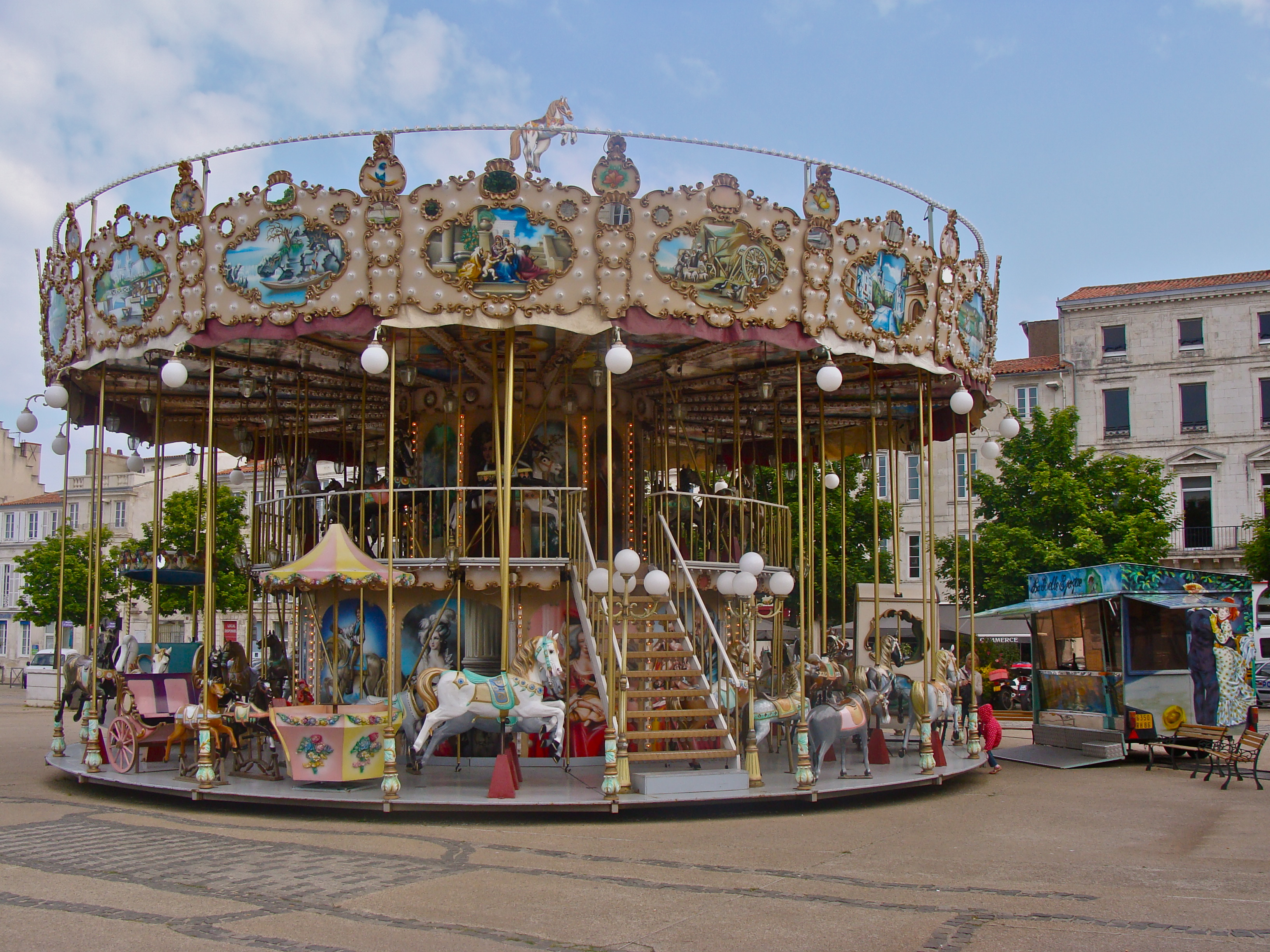
Giostra a La Rochelle

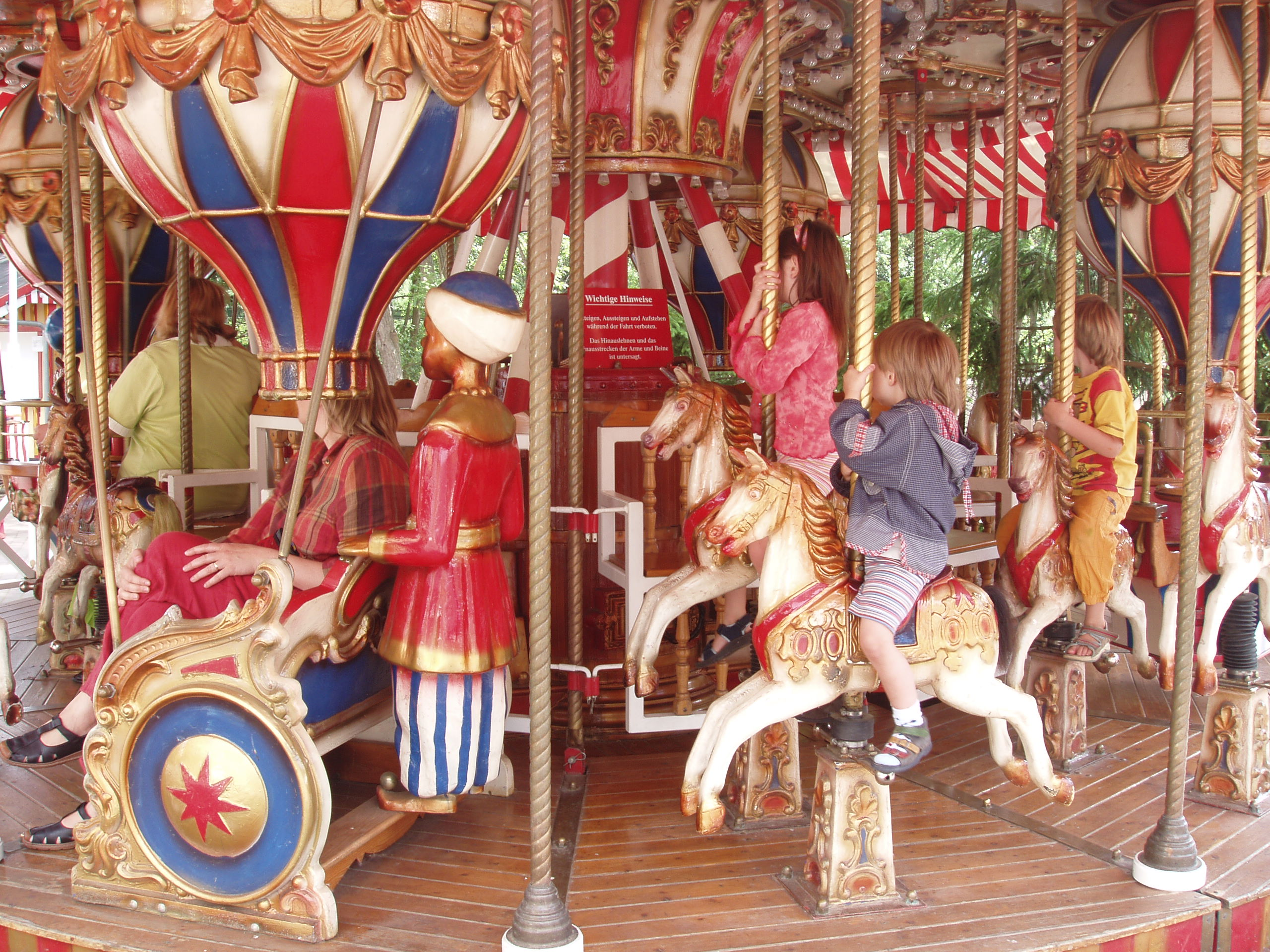
Antica giostra tedesca a vapore

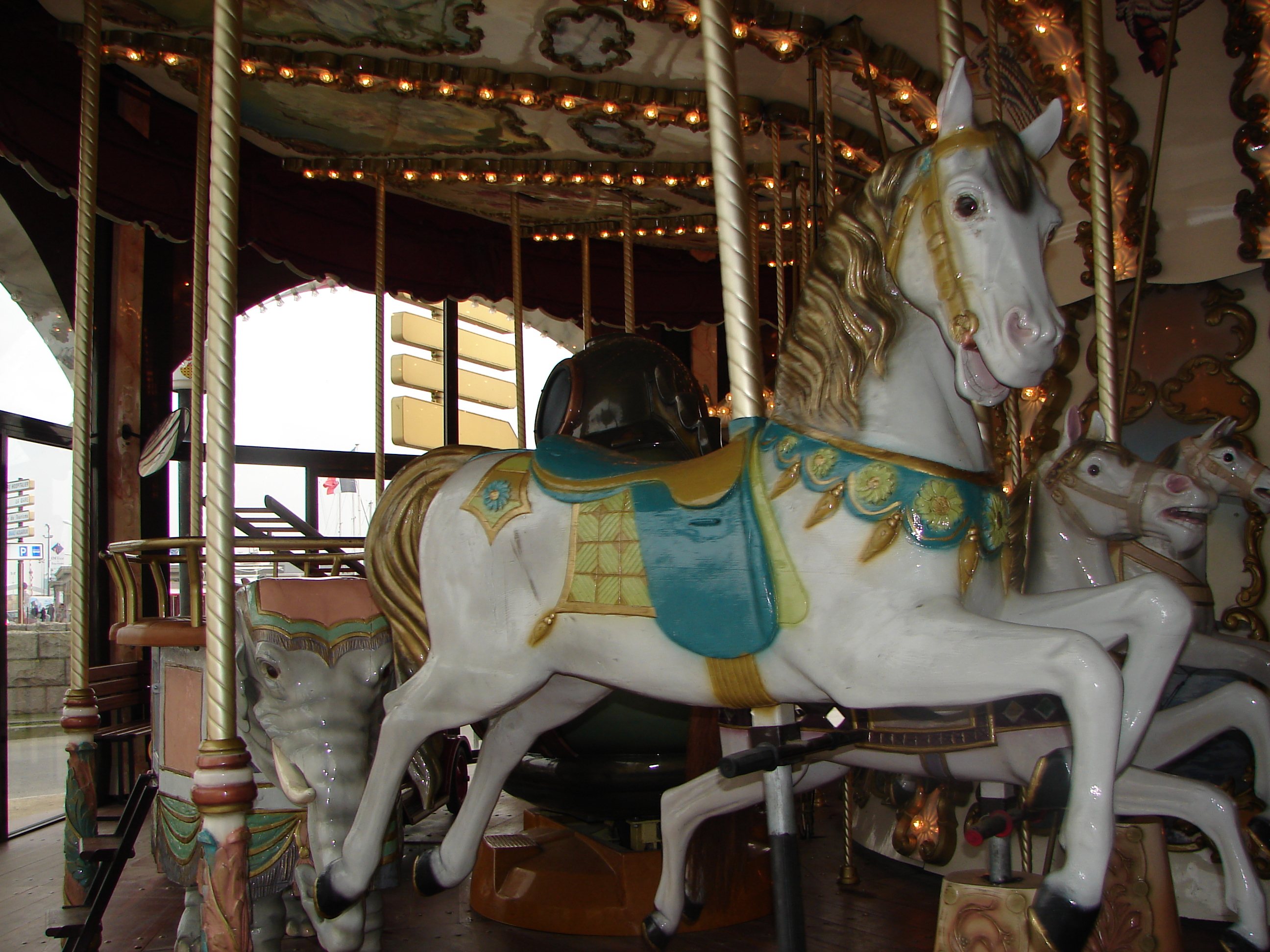
Dettaglio di un cavalluccio di una giostra

Una giostra è un'attrazione per bambini presente nei luna park o nelle grandi aree all'aperto, solitamente situate nelle piazze del centro città. Nella versione più antica, consisteva in una piattaforma ruotante su di un asse verticale sulla quale venivano montati dei cavalli di legno, ma anche altri generi di animali come cani, gatti, maiali ed altri, sulle cui selle prendevano posto i bambini. Un sistema meccanico dava spesso la sensazione che il cavallo stesse andando al galoppo, ricreata dall'oscillazione, in senso longitudinale, del cavallo stesso. Quelle più complesse potevano avere i cavalli disposti su più livelli.
Himmelskibet, sito nei Giardini di Tivoli (Copenaghen, Danimarca) è la più grande area del mondo dedicata alle giostre.

## Storia

### Giostra militare
Le prime giostre erano costituite da animali veri legati ad una corda e ruotanti attorno ad un palo. Tale utilizzo risale agli albori dell'agricoltura e serviva al doppio scopo di liberare i cereali dal loro involucro di paglia e per il divertimento dei bambini di casa. L'impiego unicamente per motivi di svago risale soltanto all'epoca dell'Impero bizantino.
Una sua versione, sotto forma di spettacolo militare, apparve in Italia alla fine del XVI secolo per sostituire i tornei, giudicati troppo violenti. Essa venne poi resa popolare in Francia da Enrico IV. La prima giostra ufficiale venne organizzata nel 1605.

### La rivoluzione del vapore

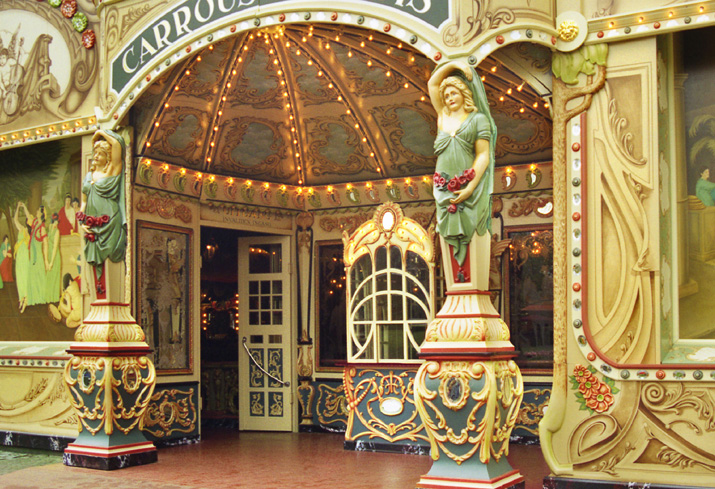
Ingresso del Palais du carrousel a Efteling

Con la rivoluzione apportata dalle macchine a vapore, i cavalli vennero sostituiti da riproduzioni in legno o altri materiali come la cartapesta. Le prime giostre apparvero in Europa nel 1860 e poi negli Stati Uniti negli anni 1870. La prima giostra di Coney Island venne costruita nel 1876 da Charles I. D. Looff, un ebanista danese. La più antica giostra europea ancora in esercizio si trova a Praga nel parco Letna. Nel 1956 a Efteling, lo Stoomcarrousel, un'autentica giostra a vapore risalente al 1895, acquistata dalla famiglia Janvier, venne installata nel parco. Il suo organo Gavioli originale, la sua locomotiva a vapore e le sculture dell'artista fiammingo De Vos vennero poste nel Palazzo delle Giostre (Carrouselpaleis), per lo più costituito da riproduzioni in stile 1900; una statua di Anton Pieck (il padre spirituale del parco) è sita al centro della giostra, la quale è ancora in funzione ma non più con il funzionamento a vapore.

### La giostra nell'epoca dell'elettricità
Le prime forme di giostre per bambini a motore elettrico sono state introdotte in Europa all'inizio degli anni sessanta.
Fino ad allora venivano spinte dall'esercente a mano, attraverso dei paletti ancorati alla piattaforma girevole della giostra.
A seconda del diametro della piattaforma si vedevano più o meno paletti, minimo 4 oppure 8, questi ultimi sormontati da pomi intarsiati. I motori a 380 volt venivano azionati da un reostato ad acqua e sale per dare la possibilità alla giostra di partire lentamente senza strappi. Il tempo o la durata della corsa veniva stabilita da una clessidra che l'operatore doveva ricordarsi di capovolgere. Successivamente vennero elettrificati anche i soggetti, che da cavalli e animali vari, si trasformarono in automobiline, carri armati, motociclette e aerei. Le ditte italiane dell'epoca avevano sede nel Nord Italia: Spaggiari & Barbieri, Soriani, Bertazzon, Soli, Sartori.
Recentemente, William Henry Dentzel III ha costruito la prima giostra funzionante a energia solare. Essa è in fase di sperimentazione nel Solar Living Institute di Hopland, California.
Nel mondo è presente una sola giostra i cui cavalli hanno un movimento ondeggiante, Over the Jumps: The Carousel Arkansas a Little Rock in Arkansas. Essa è anche l'unica, ancora in funzione, con quattro piste in legno costruite da Herschell Spielman & Company.

## Un'opera d'arte semovente

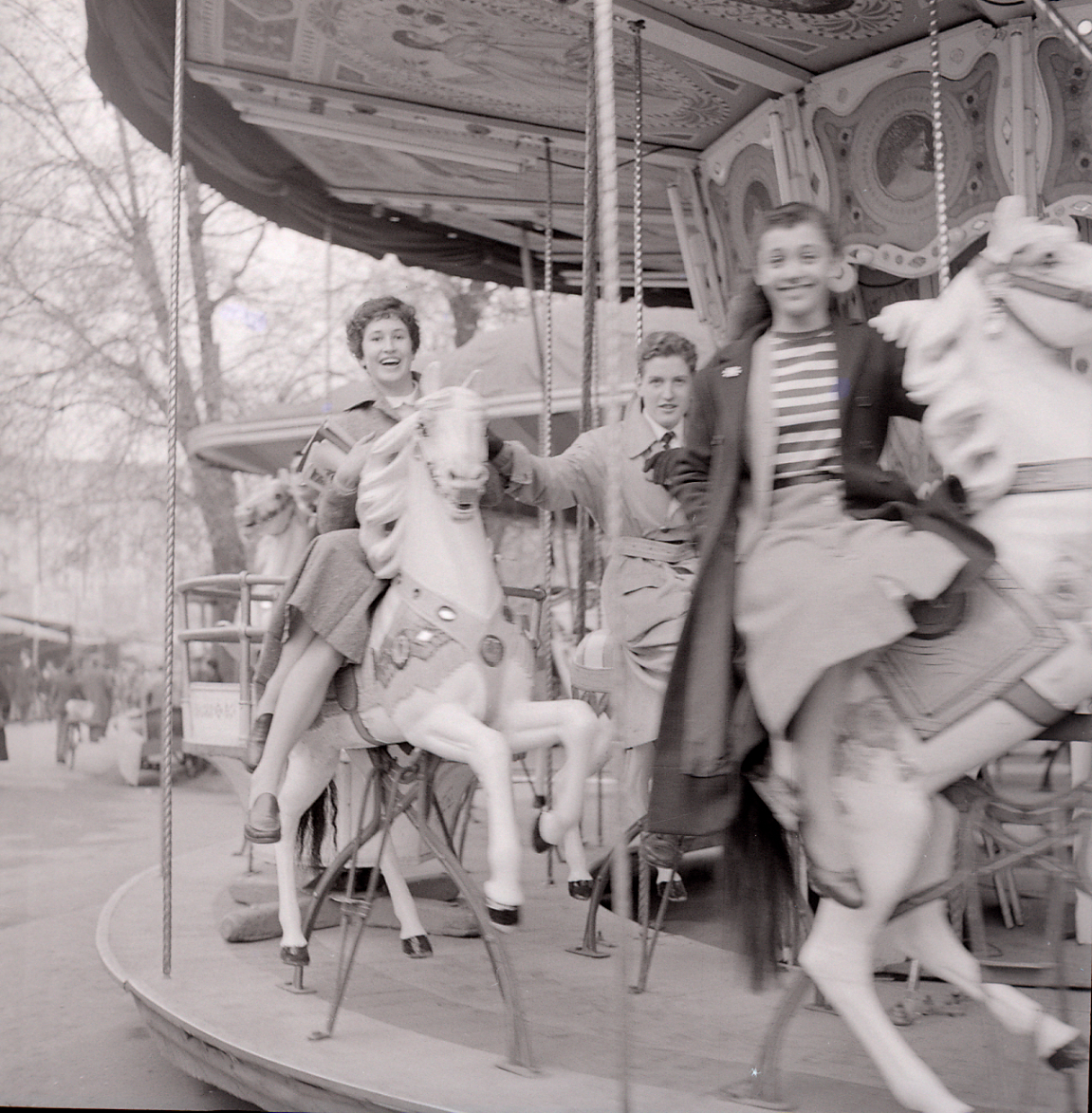
Una giostra fotografata da Paolo Monti, Milano, 1962 (Le attività ricreative dei giovani dentro e fuori casa documentate per la rivista L'Illustrazione Italiana).

La giostra ha vissuto il suo apice artistico nel primo Novecento negli Stati Uniti. Gli scultori del settore, la maggior parte immigrati europei, utilizzarono le tradizioni dei loro paesi lasciando che la loro immaginazione vagasse nelle loro creazioni. Questa infusione di nuove visioni nell'industria statunitense ha permesso di rendere la giostra meno statica, più viva. Gli artisti rappresentarono animali attivi, con l'anima stanca, occhi espressivi e membra in movimento.
La produzione statunitense può essere classificata in tre stili diversi di sculture:
- lo stile Filadelfia realizzato dalle società William Dentzel, Daniel Carl Muller e Philadelphia Toboggan Company;
- lo stile Coney Island (per il parco di Coney Island) dalle ditte Charles Carmel, Marcus Charles Illions, Solomon Stein & Harry Goldstein (Stein & Goldstein) e Charles I. D. Looff;
- lo stile County Fair praticato dalle ditte Armitage Herschell, Allan Herschell, Edward Spillman, e Charles Parker.

Gli statunitensi furono anche i primi a costruire le giostre a due livelli con il Columbia Carousel di Six Flags Great America (a Gurnee nell'Illinois) e nel California's Great America (a Santa Clara in California).
In Unione Sovietica, nel periodo 1970 - 1980, i parchi di divertimento erano visti come luoghi capitalistici. Forse per reazione contro il capitalismo, ma anche come emanazione di una cultura antica, molte giostre sono state costruite, quasi ovunque, nei giardini della città. Una giostra tipica era a forma di fiori con una barra metallica di sostegno per i seggiolini di legno.